# Jean Gallois
Jean Gallois (* 14. Juni 1632 in Paris; † 9. April 1707 ebenda) war ein französischer Gelehrter und Geistlicher.
Gallois, der als Geistlicher Abbé von Cuers war,  war ein Universalgelehrter und gründete 1665 mit Denis de Sallo das Journal des Savants, das er bis 1674 allein herausgab. Er war ab 1668, also kurz nach ihrer Gründung, in der Académie des sciences (1668/69 als deren Sekretär) und er war Sekretär der Academie des Inscriptions. Er war Bibliothekar des Königs und ab 1686 Professor für Mathematik und danach für Griechisch am College Royale. Gallois wurde von Colbert und auch von dessen Sohn Seignelay patroniert und wurde 1672 Mitglied der Académie française. Nach Voltaire (Siecle de Louis XIV) gab er dem viel beschäftigten Colbert auf dessen Kutschfahrten nach Versailles Unterricht in Latein.
1672 erschien sein Breviarium Colbertinum (in englischer Übersetzung 1912/13 in London). Bernard le Bovier de Fontenelle schrieb seinen Nachruf.